# Speciální čarodějnický díl XXIX
Speciální čarodějnický díl XXIX (v anglickém originále Treehouse of Horror XXIX) je 4. díl 30. řady (celkem 643.) amerického animovaného seriálu Simpsonovi. Scénář napsal Joel H. Cohen a díl režíroval Matthew Faughnan. V USA měl premiéru dne 21. října 2018 na stanici Fox Broadcasting Company a v Česku byl poprvé vysílán 25. února 2019 na stanici Prima Cool.

## Části
Tento díl je rozdělen na tyto části:
- Vegetace útočí (Intrusion of the Pod-y Switchers)
- Lízan (Mulitplisa-ty)
- Geriatrický park (Geriatric Park)

## Děj

### Úvod
Epizoda začíná v Mlžném přístavu, rodišti zelené mušlové polévky, kam dorazí Simpsonovi na základě doporučení v knize. Ukáže se však, že je to past a že budou obětováni nestvůře Cthulhu. Homer však prohlásí, že mu byla slíbena soutěž jedlíků, a tak se pustí do jezení proti Cthulhu. Nestvůra zvrací a Homer si od ní vyžádá odměnu. Cthulhu se objeví v obřím hrnci a Simpsonovi (kromě Lízy a Marge) si pochutnávají na hot dogu z Cthulhuových chapadel.
Homer pak píchne Cthulhu do hlavy trojzubcem a jeho inkoustem se napíše název dílu a úvodní titulky.

### Vegetace útočí
Tato část je parodií na film Replicate, kde mimozemská entita ovládla lidstvo a místo lidí nasadila mimozemské dvojníky.
V podmořském doupěti společnosti Mapple již zesnulý Steve Mobbs (na obrazovce) vypráví nadšenému publiku o novém MyPhonu Ultima. Mobbsům nástupce je ve skutečnosti rostlinný mimozemšťan na misi a dá pokyn dalším mimozemšťanům z jiné planety k vyslání spor na Zemi. Ve Springfieldu se všichni promění v rostlinné verze sebe sama. Přeměnění obyvatelé jsou přeneseni na utopickou rostlinnou planetu bez technologií. Zde se Simpsonovi dozvídají, že je mimozemšťané nezabili, ale zachránili je před otroctvím na Zemi, tedy před technologiemi, od kterých lidé neodvrátí zrak. Mimozemšťani si však povšimnou, že se telefony mezi lidmi rozšířily i zde.

### Lízan
Po přespání u Milhouse se Milhouse, Nelson a Bart ocitnou v cele, kde je uvěznila Líza, trpící disociativní poruchou identity (podobně jako postava Jamese McAvoye z filmu Rozpolcený), a poté, co si nevyžádají přídavek po jejím zpěvu, je opět zavře.
Líza napadne Milhouse a Nelsona, načež se jí Bart zeptá, co se jí stalo, na což mu Líza odpoví, že on je tím vinen. V retrospektivě přepsal Líze písemku, která pak dostala pětku a zešílela. Bart má poslední šanci se zachránit před zabitím odpadky, což se mu jeho proslovem podaří.

### Geriatrický park
V parodii na Jurský park otevře pan Burns domov důchodců s jurskou tematikou, park plný starců, kteří omládli díky netestované dinosauří DNA. Přivede do parku obyvatele Springfieldu a ukáže jim nový „domov důchodců“. Zpočátku jsou všichni pacienti vitální a cítí se opět mladí, mají také neuvěřitelnou sílu. Jakmile Homer i přes varování (které si odmítá přečíst) zvýší teplotu, jelikož si děda stěžuje na zimu, promění se důchodci v dinosauří verze sebe sama. Homer tím způsobí zkázu, dinosauři zraňují a zabíjí sebe navzájem i návštěvníky parku. Líza se odvážně postaví dědovi v dinosauří podobě a zjistí, že všichni jen potřebovali, aby si jich lidé vážili a respektovali je. Nakonec rodina Simpsonových vyvázne živá a nezraněná, ačkoli jejich vrtulník letí na zádech dinosauří Agnes.

## Přijetí
Tony Sokol, kritik Den of Geek, ohodnotil díl třemi hvězdičkami z pěti s komentářem: „Koneckonců je to neuspokojivý halloweenský díl, ačkoli není děsivý. Spoléháme na to, že příběhy Speciálních čarodějnických dílů jsou vrcholem každé série. (…) Ale díl XXIX je jen vlažný. Seriál se přibližuje k ‚chytré‘ straně humoru přes neuctivě hloupý a smích je stále tlumenější. V této epizodě se objevují jedni z největších tvorů ze světa teroru, dinosauři a Cthulhu. Škoda, že smíchu není víc.“
Dennis Perkins z webu The A.V. Club udělil dílu hodnocení C+ a napsal: „Je lákavé po takovém nudně použitelném výletu říct, že je čas pohřbít koncept Speciálních čarodějnických dílů jako zbytečné každoroční zklamání. Ale to byste to museli říct i o samotném seriálu, což, dobře, někteří z vás dělají. Já bych trval na tom, že několikadekádová role Simpsonových jako popkulturního ‚už ne tak dobrého, jak bývala‘ boxovacího pytle by se dala zvrátit nějakou novou tvůrčí krví v podobě těch scenáristů vychovaných na Simpsonech, kteří nechtějí nic jiného než vrátit těžkopádnému komediálnímu kolosu život. Ale jak se seriál plouží dál, zdá se, že je to jediná věc, které se ti, kdo mají na starosti tento chátrající podnik, opravdu bojí.“
Jesse Scheden z IGN udělil epizodě hodnocení 5,6 z 10 bodů a uvedl: „Téměř nikdy nemám pocit, že by scenáristé měli dostatek prostoru, aby tyto hororové parodie skutečně využili. Výsledkem je spousta snadných, povrchních gagů. Čím dál častěji se přistihuji, že přemýšlím, zda by seriálu neuškodilo přejít na hodinový formát, nebo ještě lépe věnovat celý speciál jednomu příběhu.“
Speciální čarodějnický díl XXIX dosáhl ratingu 1,3 s podílem 6 a sledovalo jej 2,95 milionu lidí, čímž se umístil na první příčce nejsledovanější pořadů toho večera na stanici Fox